# Priaulx League 2011-12
La Priaulx League 2011-12 fue la 107.ª edición de la máxima categoría de fútbol en Guernsey.

## Tabla de posiciones
|   | Equipos               | PJ | PG | PE | PP | GF | GC | Pts |
| - | --------------------- | -- | -- | -- | -- | -- | -- | --- |
| 1 | Northerners AC        | 18 | 15 | 2  | 1  | 63 | 17 | 47  |
| 2 | Saint Martin's FC     | 18 | 10 | 3  | 5  | 49 | 36 | 33  |
| 3 | Sylvans SC            | 18 | 10 | 2  | 6  | 34 | 35 | 32  |
| 4 | Belgrave Wanderers FC | 18 | 10 | 1  | 7  | 57 | 29 | 31  |
| 5 | Vale Recreation FC    | 18 | 6  | 2  | 10 | 25 | 38 | 20  |
| 6 | Rovers FC             | 18 | 4  | 2  | 12 | 27 | 54 | 14  |
| 7 | Rangers FC            | 18 | 2  | 0  | 16 | 27 | 72 | 6   |